# Lista de membros da Academia Leopoldina/2018
A lista de membros da Academia Leopoldina para 2018 contém todas as pessoas que foram nomeadas no ano de 2018 membro. No total (situação em agosto de 2018) foram eleitos 44 novos membros.

## Novos membros eleitos
| Nr. | Nome                        | Nascimento              | Admissão | Morte | Seção                                             | Imagem                             | Banco de dados |
| --- | --------------------------- | ----------------------- | -------- | ----- | ------------------------------------------------- | ---------------------------------- | --- |
|     | Liane Benning               |                         |          |       | Ciências da terra                                 |                                    | Lista de membros da Academia Leopoldina/2018 (em alemão). Academia Alemã de Ciências Leopoldina. Consultado em 14 maio 2018   |
|     | Carmen Birchmeier           | 6 de julho de 1955      |          |       | Genética humana e medicina molecular              |                                    | Lista de membros da Academia Leopoldina/2018 (em alemão). Academia Alemã de Ciências Leopoldina. Consultado em 19 Julho 2018  |
|     | Joachim von Braun           | 10 de julho de 1950     |          |       | Agronomia e nutrição                              | Joachim von Braun (2010)           | Lista de membros da Academia Leopoldina/2018 (em alemão). Academia Alemã de Ciências Leopoldina. Consultado em 14 maio 2018   |
|     | Christiane Bruns            | 1965                    |          |       | Cirurgia, ortopedia e anestesiologia              |                                    | Lista de membros da Academia Leopoldina/2018 (em alemão). Academia Alemã de Ciências Leopoldina. Consultado em 28 agosto 2018 |
|     | Thomas Deller               |                         |          |       | Anatomia e antropologia                           |                                    | Lista de membros da Academia Leopoldina/2018 (em alemão). Academia Alemã de Ciências Leopoldina. Consultado em 28 agosto 2018 |
|     | Ottmar Edenhofer            | 8 de julho de 1961      |          |       | Ciências sociais econômica e empírica             | Ottmar Edenhofer                   | Lista de membros da Academia Leopoldina/2018 (em alemão). Academia Alemã de Ciências Leopoldina. Consultado em 14 maio 2018   |
|     | Roland Eils                 |                         |          |       | Genética humana e medicina molecular              |                                    | Lista de membros da Academia Leopoldina/2018 (em alemão). Academia Alemã de Ciências Leopoldina. Consultado em 14 Junho 2018  |
|     | Jan Ellenberg               |                         |          |       | Biologia genética/molecular e biologia celular    |                                    | Lista de membros da Academia Leopoldina/2018 (em alemão). Academia Alemã de Ciências Leopoldina. Consultado em 14 Junho 2018  |
|     | Heinz Feldmann              |                         |          |       | Microbiologia e imunologia                        |                                    | Lista de membros da Academia Leopoldina/2018 (em alemão). Academia Alemã de Ciências Leopoldina. Consultado em 19 Julho 2018  |
|     | Claudia Felser              | 28 de julho de 1962     |          |       | Química                                           |                                    | Lista de membros da Academia Leopoldina/2018 (em alemão). Academia Alemã de Ciências Leopoldina. Consultado em 14 maio 2018   |
|     | Horst Fischer               |                         |          |       | Ciências técnicas                                 |                                    | Lista de membros da Academia Leopoldina/2018 (em alemão). Academia Alemã de Ciências Leopoldina. Consultado em 14 Junho 2018  |
|     | Garret A. FitzGerald        |                         |          |       | Fisiologia e farmacologia/toxicologia             |                                    | Lista de membros da Academia Leopoldina/2018 (em alemão). Academia Alemã de Ciências Leopoldina. Consultado em 14 Junho 2018  |
|     | Daniel J. Frost             |                         |          |       | Ciências da terra                                 |                                    | Lista de membros da Academia Leopoldina/2018 (em alemão). Academia Alemã de Ciências Leopoldina. Consultado em 14 Junho 2018  |
|     | Simone Fulda                |                         |          |       | Ginecologia e pediatria                           |                                    | Lista de membros da Academia Leopoldina/2018 (em alemão). Academia Alemã de Ciências Leopoldina. Consultado em 28 agosto 2018 |
|     | Thomas Gasser               |                         |          |       | Neurociências                                     |                                    | Lista de membros da Academia Leopoldina/2018 (em alemão). Academia Alemã de Ciências Leopoldina. Consultado em 28 agosto 2018 |
|     | Stefan Grimme               | 4 de setembro de 1963   |          |       |                                                   |                                    | Lista de membros da Academia Leopoldina/2018 (em alemão). Academia Alemã de Ciências Leopoldina. Consultado em 14 maio 2018   |
|     | Anca Grosu                  |                         |          |       | Radiologia                                        |                                    | Lista de membros da Academia Leopoldina/2018 (em alemão). Academia Alemã de Ciências Leopoldina. Consultado em 28 agosto 2018 |
|     | Wolf-Dietrich Hardt         |                         |          |       | Microbiologia e imunologia                        |                                    | Lista de membros da Academia Leopoldina/2018 (em alemão). Academia Alemã de Ciências Leopoldina. Consultado em 19 Julho 2018  |
|     | Susanne Hartmann            |                         |          |       | Medicina veterinária                              |                                    | Lista de membros da Academia Leopoldina/2018 (em alemão). Academia Alemã de Ciências Leopoldina. Consultado em 28 agosto 2018 |
|     | Manajit Hayer-Hartl         |                         |          |       | Bioquímica e biofísica                            |                                    | Lista de membros da Academia Leopoldina/2018 (em alemão). Academia Alemã de Ciências Leopoldina. Consultado em 19 Julho 2018  |
|     | Gabriele Hegerl             | 1963                    |          |       | Ciências da terra                                 |                                    | Lista de membros da Academia Leopoldina/2018 (em alemão). Academia Alemã de Ciências Leopoldina. Consultado em 14 maio 2018   |
|     | Georg F. Hoffmann           |                         |          |       | Ginecologia e pediatria                           |                                    | Lista de membros da Academia Leopoldina/2018 (em alemão). Academia Alemã de Ciências Leopoldina. Consultado em 28 agosto 2018 |
|     | Martin Hrabě de Angelis     |                         |          |       | Medicina veterinária                              |                                    | Lista de membros da Academia Leopoldina/2018 (em alemão). Academia Alemã de Ciências Leopoldina. Consultado em 28 agosto 2018 |
|     | Claudia Köhler              |                         |          |       | Biologia organísmica e evolucionária              |                                    | Lista de membros da Academia Leopoldina/2018 (em alemão). Academia Alemã de Ciências Leopoldina. Consultado em 19 Julho 2019  |
|     | Heyo K. Kroemer             | 4 de abril de 1960      |          |       | Fisiologia e farmacologia/toxicologia             |                                    | Lista de membros da Academia Leopoldina/2018 (em alemão). Academia Alemã de Ciências Leopoldina. Consultado em 14 maio 2018   |
|     | Johannes Lehmann            |                         |          |       | Agronomia e nutrição                              |                                    | Lista de membros da Academia Leopoldina/2018 (em alemão). Academia Alemã de Ciências Leopoldina. Consultado em 19 Julho 2019  |
|     | Benjamin List               | 1968                    |          |       | Química                                           |                                    | Lista de membros da Academia Leopoldina/2018 (em alemão). Academia Alemã de Ciências Leopoldina. Consultado em 14 maio 2018   |
|     | Peter Piot                  | 17 de fevereiro de 1949 |          |       | Microbiologia e imunologia                        | Peter Piot                         | Lista de membros da Academia Leopoldina/2018 (em alemão). Academia Alemã de Ciências Leopoldina. Consultado em 14 maio 2018   |
|     | Matin Qaim                  | 20 de dezembro de 1969  |          |       | Agronomia e nutrição                              |                                    | Lista de membros da Academia Leopoldina/2018 (em alemão). Academia Alemã de Ciências Leopoldina. Consultado em 14 Junho 2018  |
|     | Peter Rehling               |                         |          |       |                                                   |                                    | Lista de membros da Academia Leopoldina/2018 (em alemão). Academia Alemã de Ciências Leopoldina. Consultado em 19 Julho 2019  |
|     | Ortwin Renn                 | 26 de dezembro de 1951  |          |       | Ciências sociais econômica e empirica             |                                    | Lista de membros da Academia Leopoldina/2018 (em alemão). Academia Alemã de Ciências Leopoldina. Consultado em 14 maio 2018   |
|     | Peter Rosenberger           |                         |          |       | Cirurgia, ortopedia e anestesiologia              |                                    | Lista de membros da Academia Leopoldina/2018 (em alemão). Academia Alemã de Ciências Leopoldina. Consultado em 28 agosto 2018 |
|     | Helga Rübsamen-Schaeff      | 13 de janeiro de 1949   |          |       | Microbiologia e imunologia                        |                                    | Lista de membros da Academia Leopoldina/2018 (em alemão). Academia Alemã de Ciências Leopoldina. Consultado em 14 maio 2018   |
|     | Manfred Scheer              |                         |          |       | Química                                           |                                    | Lista de membros da Academia Leopoldina/2018 (em alemão). Academia Alemã de Ciências Leopoldina. Consultado em 14 maio 2018   |
|     | Ursula Schlötzer-Schrehardt |                         |          |       | Oftalmologia, otorrinolaringologia, estomatologia |                                    | Lista de membros da Academia Leopoldina/2018 (em alemão). Academia Alemã de Ciências Leopoldina. Consultado em 28 agosto 2018 |
|     | Dietmar Schmitz             |                         |          |       | Neurociências                                     |                                    | Lista de membros da Academia Leopoldina/2018 (em alemão). Academia Alemã de Ciências Leopoldina. Consultado em 19 Julho 2019  |
|     | Chris-Carolin Schön         |                         |          |       | Agronomia e nutrição                              |                                    | Lista de membros da Academia Leopoldina/2018 (em alemão). Academia Alemã de Ciências Leopoldina. Consultado em 14 Junho 2018  |
|     | Holger Stark                |                         |          |       |                                                   |                                    | Lista de membros da Academia Leopoldina/2018 (em alemão). Academia Alemã de Ciências Leopoldina. Consultado em 19 Julho 2018  |
|     | Catharina Stroppel          |                         |          |       | Matemática                                        | Catharina Stroppel, Princeton 2008 | Lista de membros da Academia Leopoldina/2018 (em alemão). Academia Alemã de Ciências Leopoldina. Consultado em 14 Junho 2018  |
|     | Yuri Tschinkel              | 31 de maio de 1964      |          |       | Matemática                                        |                                    | Lista de membros da Academia Leopoldina/2018 (em alemão). Academia Alemã de Ciências Leopoldina. Consultado em 14 maio 2018   |
|     | Miguel Vences               |                         |          |       | Biologia organísmica e evolucionária              | Miguel Vences im Jahr 2006         | Lista de membros da Academia Leopoldina/2018 (em alemão). Academia Alemã de Ciências Leopoldina. Consultado em 14 Junho 2018  |
|     | Viola Vogel                 |                         |          |       | Física                                            |                                    | Lista de membros da Academia Leopoldina/2018 (em alemão). Academia Alemã de Ciências Leopoldina. Consultado em 14 Junho 2018  |
|     | Gerhard Weikum              |                         |          |       | Ciências da informação                            |                                    | Lista de membros da Academia Leopoldina/2018 (em alemão). Academia Alemã de Ciências Leopoldina. Consultado em 14 Junho 2018  |
|     | Thomas Wiegand              | 6 de maio de 1970       |          |       | Ciências da informação                            |                                    | Lista de membros da Academia Leopoldina/2018 (em alemão). Academia Alemã de Ciências Leopoldina. Consultado em 14 maio 2018   |